# Papamosques encaputxat
El papamosques encaputxat (Ficedula nigrorufa) és una espècie d'ocell de la família dels muscicàpids (Muscicapidae) endèmic de les muntanyes del sud-oest de l'Índia. Es troba als Ghats occidentals i a les muntanyes Nilgiri i Palni. El seu hàbitat natural són els boscos de shola amb dens sotabosc i les plantacions de cardamom i cafè, i matollars humits en barrancs, des dels 700m fins als cims més alts. La població principal es troba als altiplans més alts, per sobre dels 1.500m. El seu estat de conservació es considera de risc mínim.
És únic dins del gènere Ficedula per presentar coloració ataronjada a l'esquena i abans dels estudis moleculars es va suggerir que estava relacionat amb els túrdids.